# Ruth Rosenfeld
Ruth Alice Rosenfeld (gemäß Namensänderungsverordnung ab 1. Januar 1939 zwangsweise zweiter Vorname Sara; geb. 22. April 1920 in Frankfurt am Main; gest. 19. Dezember 1991 in Baltimore, USA) war eine US-amerikanische Schriftstellerin deutscher Herkunft.
Ruth Rosenfeld begann als Jugendliche Gedichte zu schreiben. Als Jüdin floh sie 1939 zunächst nach Großbritannien, wo sie in London als Stubenmädchen arbeitete. An Bord der SS Cameronia floh sie am 31. August 1940 weiter von Glasgow nach New York City in die USA, wo sie am 10. September 1940 eintraf. Sie arbeitete dort u. a. als Büroangestellte. Ihre Eltern kamen in der Zeit des Nationalsozialismus ums Leben, die Mutter Cäcilie Rosenfeld geb. Simons im KZ Auschwitz, der Vater Max Rosenfeld in einem Internierungslager.
Ihre Manuskripte wurden erst nach ihrem Tod gefunden und durch Ursula Dreysse herausgegeben. 

## Künstlerische Adaptionen
- Hörbuch Laut gegen Nazis 3 mit Auszügen aus dem Leben von Lucille Eichengreen und Gedichten von Ruth Rosenfeld, Texte vorgetragen von Stefanie Kloß und Andreas Nowak aus der Gruppe Silbermond, Deutsche Grammophon 2007, ISBN 978-3-8291-1975-7